# Fisker Karma

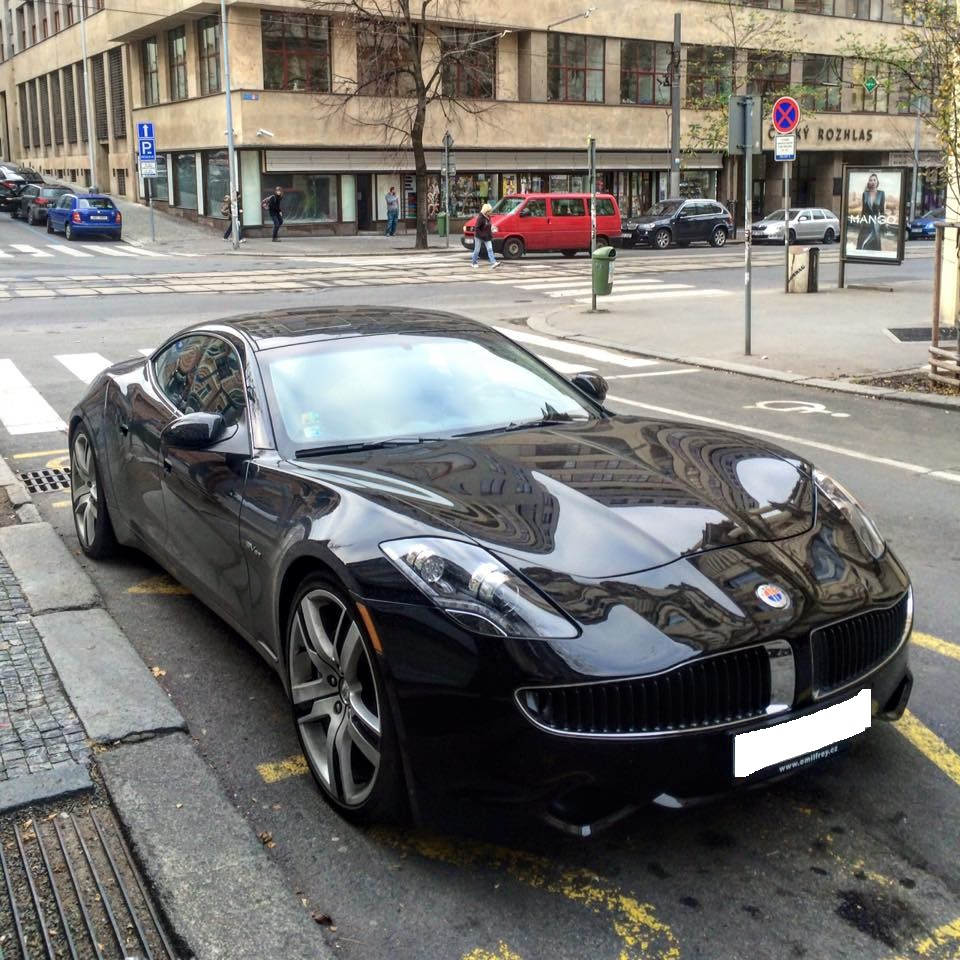
Fisker Karma v Praze

Fisker Karma je osobní-sportovní sedan vyráběný americkou společností Fisker Automotive od roku 2008 ve finském městě Uusikaupunki. Vozidlo bylo poprvé představeno na North American International Auto Show v Detroitu v roce 2008. Vůz navrhl majitel podniku Henrik Fisker, který dříve spolupracoval na vývoji aut jako BMW Z4, Aston Martin DB9 Volante a V8 Vantage. 
Je to první automobilová značka, která vyrábí na požádání společnosti Valmet Automotive ve Finsku, která v minulosti produkovala mimo jiné i auto jménem Porsche a Saab.

## Motory
- Vůz je vybaven dvěma elektromotory, spalovací motor pohánějící generátor nabíjení baterie a integrovaný do střešní konstrukce – solární panely.
- 2 x elektromotor 120 kW pro pohon zadních kol
- celková maximální výkon: 403 hp / 408 hp
- Maximální točivý moment: 1330,5 Nm
- 1 x spalovací motor, který pohání pouze generátor. Maximální výkon 260 hp GM Ecotec turbo 2.0.
- Spalovací motor se používá pouze pro dobíjení baterií – není mechanické spojení do hnacího ústrojí